# ATP Challenger Kakegawa
Der ATP Challenger Kakegawa (offiziell: Kakegawa Challenger) war ein Tennisturnier, das 1991 einmal in Kakegawa, Japan, stattfand. Es gehörte zur ATP Challenger Tour und wurde im Freien auf Rasen gespielt.

## Liste der Sieger

### Einzel
| Jahr | Sieger           | Finalgegner     | Ergebnis |
| ---- | ---------------- | --------------- | -------- |
| 1991 | Massimo Ardinghi | Florian Krumrey | 7:5, 6:3 |

### Doppel
| Jahr | Sieger                 | Finalgegner              | Ergebnis |
| ---- | ---------------------- | ------------------------ | -------- |
| 1991 | Sean Cole Eoin Collins | Florian Krumrey Ron Ward | 7:6, 7:6 |